# Jimmy Ingle
Jimmy Ingle (ur. 21 lipca 1921 w Dublinie, zm. w 1986) – irlandzki bokser, złoty medalista Mistrzostw Europy z roku 1939, bokser zawodowy.

## Kariera
W kwietniu 1939 został amatorskim mistrzem Europy w kategorii muszej. W ćwierćfinale mistrzostw pokonał na punkty Belga Jeana Engelena. W półfinale pokonał na punkty Włocha Guido Nardecchię, awansując do finału wraz z reprezentantem III Rzeszy Nikolausem Obermauerem. W finale Ingle zwyciężył na punkty.
W latach 1942–1950 był bokserem zawodowym.